# 32275 Limichael
32275 Limichael è un asteroide della fascia principale. Scoperto nel 2000, presenta un'orbita caratterizzata da un semiasse maggiore pari a 2,5313541 UA e da un'eccentricità di 0,0501227, inclinata di 3,52324° rispetto all'eclittica.